# Wright Morris
Wright Marion Morris (Central City, 6 gennaio 1910 – Mill Valley, 25 aprile 1998) è stato uno scrittore, saggista e fotografo statunitense.

## Biografia

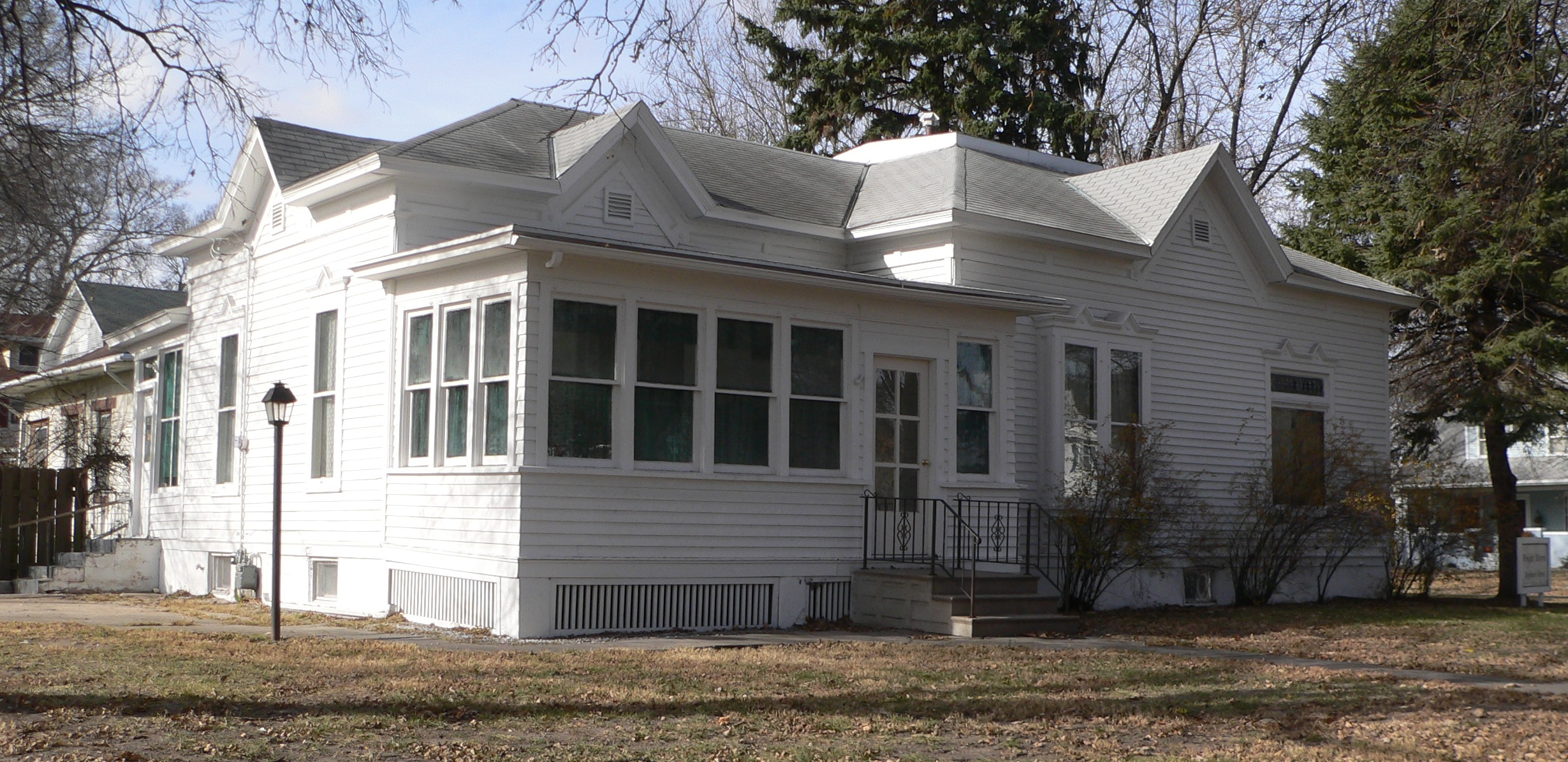
Wright Morris Boyhood Home

Wright Marion Morris nacque a Central City, nel Nebraska, il 6 gennaio 1910 da Grace Osborn Morris e Will Morris. L'abitazione di Central City in cui ha abitato fino al 1919 ("Wright Morris Boyhood House") è inserita nel Registro nazionale USA dei luoghi storici. Ha poi studiato al Crane College di Chicago, e al Pomona College di Claremont (California). Visse principalmente in California (dove ambientò molte delle sue opere) e soggiornò in Europa per brevi periodi (terra d'ispirazione per le opere What a way to go e Cause for wonder), prima di ritornare negli Stati Uniti nel 1934 dove iniziò la sua carriera letteraria. Svolse anche la carriera complementare di fotografo, autore di foto senza figure umane.
Nonostante giudizi positivi e gli elogi espressi su di lui da numerosi e importanti critici e scrittori, Morris rimane uno dei più trascurati fra i grandi scrittori di lingua inglese. Autore molto prolifico, scrisse una ventina di romanzi, numerosi racconti, quattro volumi autobiografici e saggi di critica letteraria. 
Tema ricorrente della sua produzione il mondo rurale americano, in particolare quello delle Grandi Pianure, ormai surclassato dalla modernità e trasfigurato fino a divenire simbolico. Questa predilezione viene da lui supportata dal corredo di scatti che spesso accompagnano i suoi testi (in particolare The Inhabitants e The Home Place).
Il primo romanzo pubblicato da Morris fu My Uncle Dudley (1942), un'opera affascinante, in gran parte autobiografica, popolata di personaggi che ricordano quelli della narrativa di Steinbeck, che mostra affinità stilistiche con Hemingway. Il suo secondo romanzo fu The Man Who Was There (1946). Un viaggio di 15000 miglia attraverso gli Stati Uniti, effettuato nel 1940-1941, gli fornì materiale fotografico per The Inhabitants (1946), una cui prima versione fu pubblicata in precedenza nel 1940 da James Laughlin in New Directions in Prose and Poetry. The Inhabitants era il primo di una serie programmata di cinque libri fotografici, di cui Morris sarebbe stato autore sia dei testi che delle fotografie, edita da Charles Scribner's Sons a New York; in realtà l'unico altro volume corredato di fotografie ad essere pubblicato fu The Home Place (1948), mentre The World in the Attic, previsto inizialmente per la serie, fu pubblicato nel 1949 senza fotografie. I testi e le fotografie dei primi due volumi di questa serie rivelano l'interesse di Morris per il paesaggio, sia naturale che artificiale, del West americano e, in particolare del Nebraska, lo stato in cui era nato. Il padre dell'eroe (Man and boy del 1951) segnò un leggero cambio di direzione: il romanzo era ambientato lungo la costa occidentale degli Stati Uniti, nella periferia di Filadelfia e nel Brooklyn Navy Yard. Nei romanzi successivi, in particolare Amore tra i cannibali (Love Among the Cannibals del 1957) e What a Way To Go (1962), rivelano un talento per l'ironia e la satira sociale assente dagli scritti precedenti. Ceremony in Lone Tree (1960), tuttavia, con la sua ambientazione nel Nebraska, è più caratteristico dello stile e della visione di Morris, e rimane, probabilmente, la sua opera di narrativa più importante. Sermone del fuoco (Fire Sermon del 1971), un libro di viaggio verso il West, e Canto delle pianure (Plains Song, del 1980), la storia di una famiglia di sole donne dall'inizio del XX secolo agli anni sessanta, sono stati gli ultimi libri di Morris pubblicati in lingua italiana.

## Opere
- 1942 My Uncle Dudley
- 1946 The Man Who Was There
- 1946 The Inhabitants (testo e foto)
- 1948 The Home Place (testo e foto)
- 1949 The World in the Attic
- 1951 Il padre dell'eroe (Man and boy), Torino, Einaudi, 1954
- 1952 The Works of Love
- 1953 Un sonno profondo (The deep sleep), Milano, Mondadori, 1961
- 1954 The Huge Season
- 1956 The Field of Vision
- 1957 Amore tra i cannibali (Love Among the Cannibals), Milano, Feltrinelli, 1958
- 1960 Ceremony in Lone Tree
- 1962 What a way to go
- 1963 Cause for Wonder
- 1965 One Day
- 1967 In Orbit
- 1968 A Bill of Rites, a Bill of Wrongs, a Bill of Goods (saggio)
- 1968 God's Country and My People (testo e foto)
- 1971 Sermone del fuoco (Fire Sermon), Varese, Giano, 2003[9]
- 1972 Love affair: a venetian journal
- 1973 A Life
- 1976 Real Losses, Imaginary Gains  (raccolta di racconti)
- 1977 The Fork River Space Project
- 1980 Canto delle pianure: per voci femminili (Plains Song: For Female Voices), Varese, Giano, 2002[10]
- 1981 Will's Boy (autobiografia)
- 1982 Victrola (raccolta di racconti)
- 1983 Solo: an american dreamer in Europe 1933-1934 (autobiografico)
- 1985 A Cloak of Light (autobiografia)
- 1985 Glimpse Into Another Country (raccolta di racconti)
- 1986 Collected stories 1948-1986
- 1989 Time Pieces: Photographs, Writing, and Memory
- 1993 Writing my life (autobiografia)

## Premi e riconoscimenti
National Book Award per la narrativa
- 1957 vincitore con The Field of Vision
- 1981 vincitore con Canto delle pianure nella categoria "Edizione rilegata"[11]

Guggenheim Fellowship
- 1942,1946,1954 in fotografia[12]

Whiting Writers' Award
- 1985 vincitore nella categoria "Narrativa e saggistica"[13][14]